# Chapelle Notre-Dame-de-Bellevue de Tavernes
Pour les articles homonymes, voir Chapelle Notre-Dame.
La chapelle Notre-Dame-de-Bellevue et de Consolation est située à Tavernes, dans le département français du Var en région Provence-Alpes-Côte d'Azur.

## Situation et description

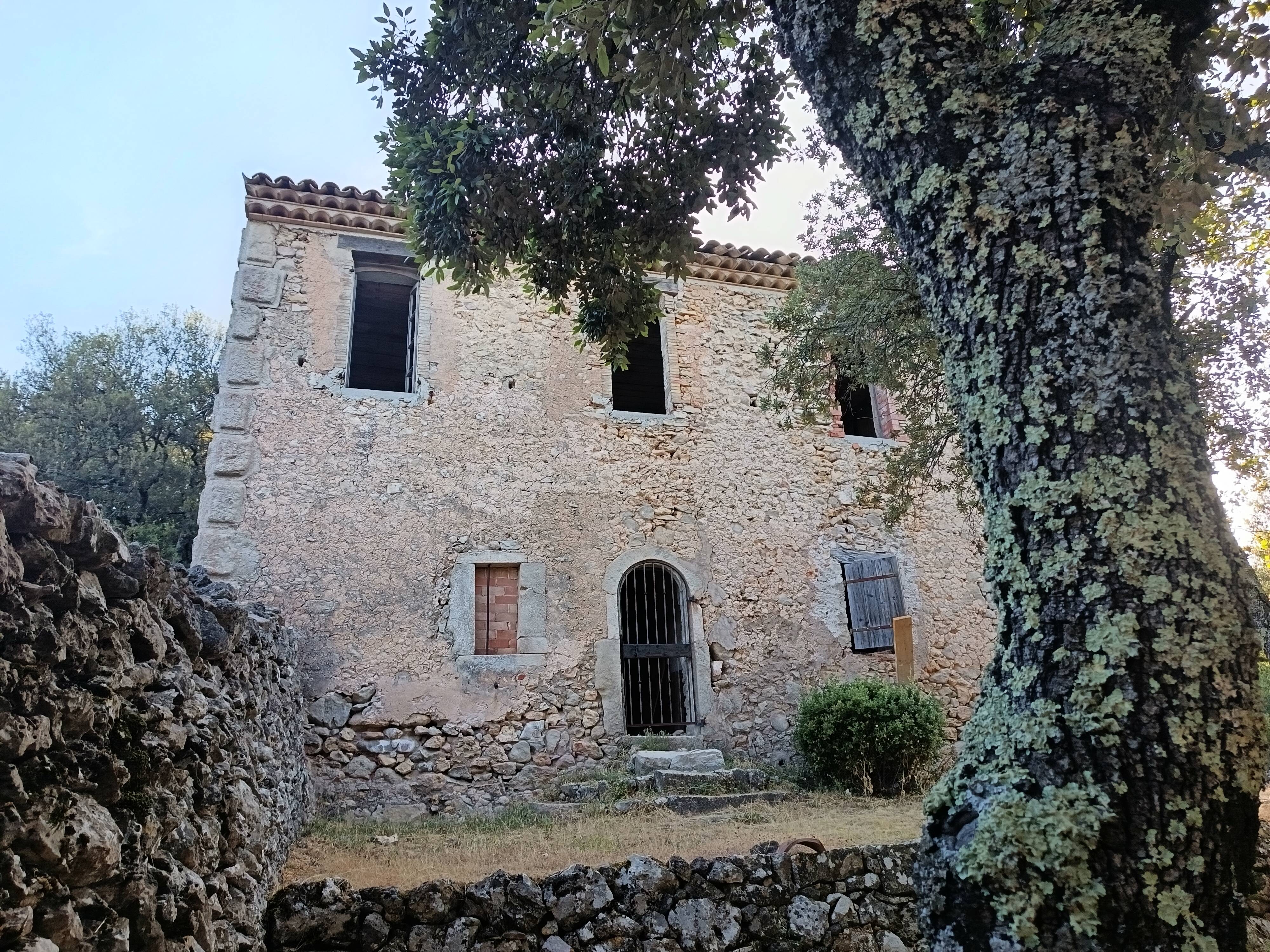
L'ermitage à proximité de la chapelle, construit en 1643

La chapelle se situe au sommet d'une colline au nord et à environ trois kilomètres du centre du village de Tavernes. L'endroit est isolé dans une forêt de chênes à 620 mètres d'altitude. Il est accessible en fin de parcours par un chemin pierreux (sur environ 1 km) jalonné d'oratoires et de Croix latines dont l'une représente l'effigie en fer de Sainte Marie enchâssée en son centre. La chapelle est adossée à un rocher. En contournant ce dernier, on découvre une corde reliée à la cloche sur le toit de la chapelle que le promeneur ou le pèlerin peut actionner s'il le souhaite. À droite et derrière un haut mur en pierres sèches se dresse une bâtisse construite 1 an après la chapelle et financée par le Conte de Carcès, Jehan de Ponteves, à l'usage des  Dominicains du  couvent royal de Saint-Maximin puis  délaissée au profit d'ermites en échange de l'entretien de l'édifice, la conservation des objets du culte et l'accueil des pèlerins. La bâtisse est nommée L'ermitage. Le terrain en pente devant la maison est aménagé en 4 ou 5 terrasses de culture ou restanques. Le bâtiment est aujourd'hui abandonné et les terrasses inexploitées depuis le départ du dernier ermite en 1856.

## Histoire et légende
Dans la première moitié du XVIIe siècle, le Père Thomas Baille organise une excursion en période de carême, qu'il prêchait, en destination d'un lieux réputé propice aux dévotions sur la colline au nord du village de Tavernes. Arrivé au sommet de la colline, la procession se trouve face à un grand rocher que le Père Baille imagine en forme de chapelle. Cette vision et une voix intérieure en communion avec Dieu lui inspire l'érection d'une chapelle vouée à la Mère de Dieu. À son retour, il convainc l'évêque de Riez et quelques notables d'ériger une chapelle sur ce lieu saint. Celle-ci est construite en 1642.
On prête à ce lieu de nombreuses guérisons consignées dans un rapport par M. Tripe en 1862, curé doyen de Tavernes, sur consultation des archives de la mairie de Tavernes et du couvent royal de Saint-Maximin, à la demande de monseigneur Jordany, évêque de Fréjus et Toulon.

Selon une légende locale, Jésus et Marie auraient laissé deux empreintes de pieds dans un rocher en contrebas de la chapelle, près de l'éperon rocheux donnant accès au panorama sur le village et le massif des Bessillons.

## Prière et cantique

### Prière associée au lieu
« O très-bonne et très-glorieuse Mère ! Puisque vous avez choisi notre sanctuaire pour y exercer votre miséricorde envers les malades et les pécheurs, daignez continuer votre œuvre. Inspirez à ceux qui viendront y solliciter la guérison de leurs infirmités cette vive confiance qui obtient de vous des prodiges ; attirez-y les pécheurs pour les gagner et les rendre à votre divin Fils ; ornez de toutes les vertus les bonnes âmes qui, vivant dans la charité, vous y visitent dans un esprit de vraie dévotion ; soyez la protectrice perpétuelle de la paroisse, qui vous est consacrée, bénissez-en à jamais les pasteurs et les fidèles, et montrez-vous, en un mot, à l'égard de tous et toujours, Notre-Dame de Consolation. Ainsi soit-il. »

### Cantique à N-D. de Belle-Vue de Tavernes
| 2e couplet | 3e couplet |
| --- | --- |
| Qu’on est heureux sur la sainte colline, Lorsque la foi guide le pèlerin ; Tous les parfums de la grâce divine, inondent les cœurs des pauvres humains. Ref. : -- Allons Tavernes, etc.   | Notre pays depuis bientôt trois siècles, Est protégé par l’auguste Marie, Et si nos âmes sont quelquefois inquètes, Marie soulage celui qui la prie. Ref. : -- Allons Tavernes, etc. |
| 4e Couplet | 5e Couplet |
| Que de bienfaits sont dus à sa puissance ! Que de faveurs ses enfants ont reçues ! Les pèlerins accourant en Provence, Seront toujours aidés et secourus. Ref. : -- Allons Tavernes, etc. | Tressaille donc, ô peuple de Tavernes, Aime toujours la Vierge Immaculée. Et si ta foi dans ton cœur reste ferme, Dans le ciel tu seras glorifié. Ref. : -- Allons Tavernes, etc.    |